# La Cheppe
La Cheppe ist eine französische Gemeinde mit 326 Einwohnern (Stand 1. Januar 2022) im Département Marne in der Region Grand Est (vor 2016 Champagne-Ardenne). Sie gehört zum Arrondissement Châlons-en-Champagne und zum Kanton Argonne Suippe et Vesle.

## Geographie
La Cheppe liegt rund 14 Kilometer nordöstlich von Châlons-en-Champagne um Ufer des Flusses Noblette. Nachbargemeinden sind Cuperly im Norden und Westen, Bussy-le-Château im Osten, Courtisols im Süden und Südosten, L’Épine im Süden und Südwesten sowie Saint-Étienne-au-Temple im Südwesten.
Durch die Gemeinde führt die Autoroute A4.

## Bevölkerungsentwicklung
| Jahr                       | 1962 | 1968 | 1975 | 1982 | 1990 | 1999 | 2006 | 2011 | 2018 |
| -------------------------- | ---- | ---- | ---- | ---- | ---- | ---- | ---- | ---- | ---- |
| Einwohner                  | 282  | 233  | 202  | 214  | 283  | 290  | 341  | 331  | 332  |
| Quellen: Cassini und INSEE |      |      |      |      |      |      |      |      |      |

## Sehenswürdigkeiten
- Camp d’Attila, keltisches Oppidum
- Kirche Saint-Martin von 1775
- französischer Nationalfriedhof am Le Mont Frenet

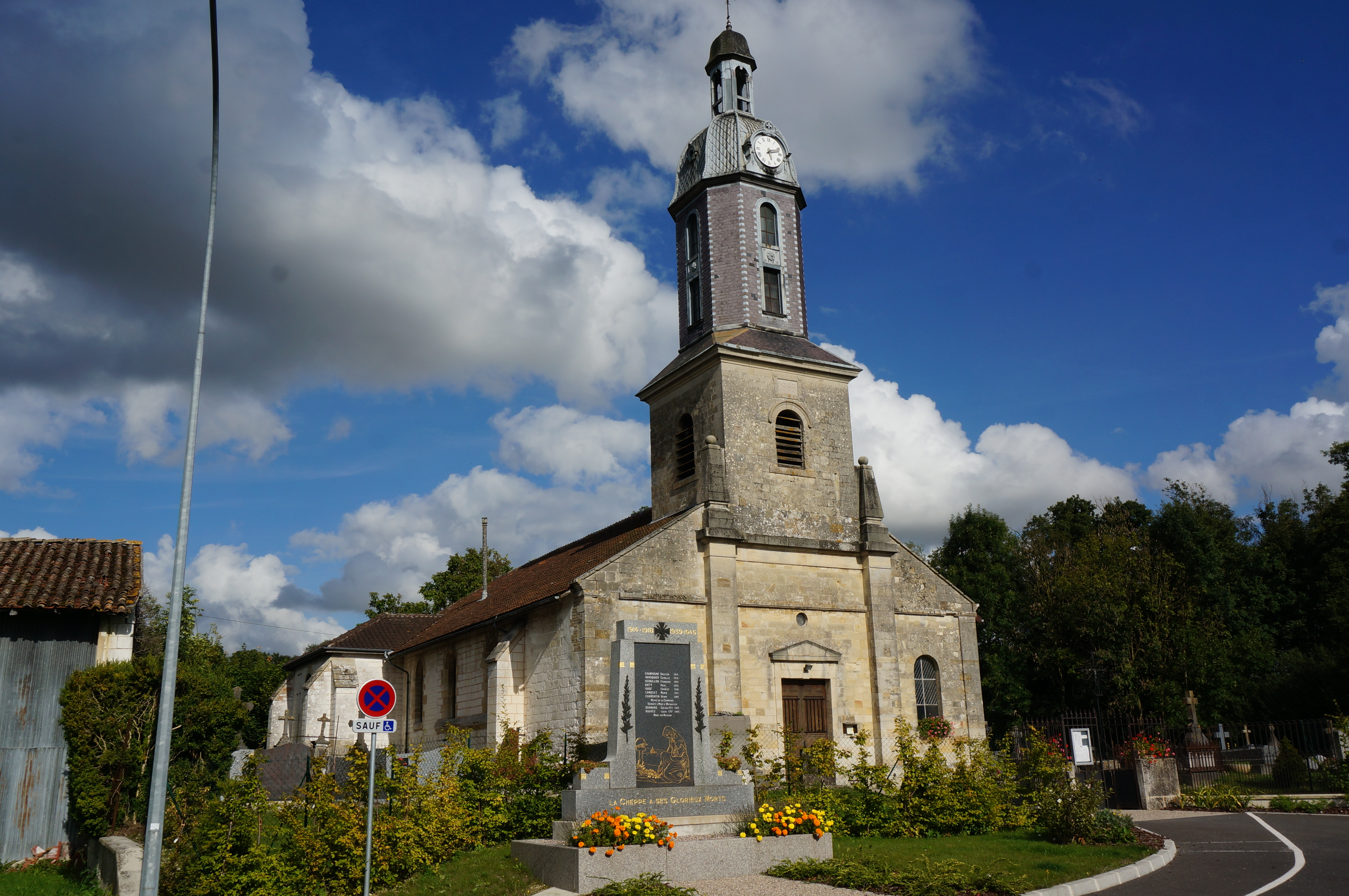
Kirche Saint-Martin
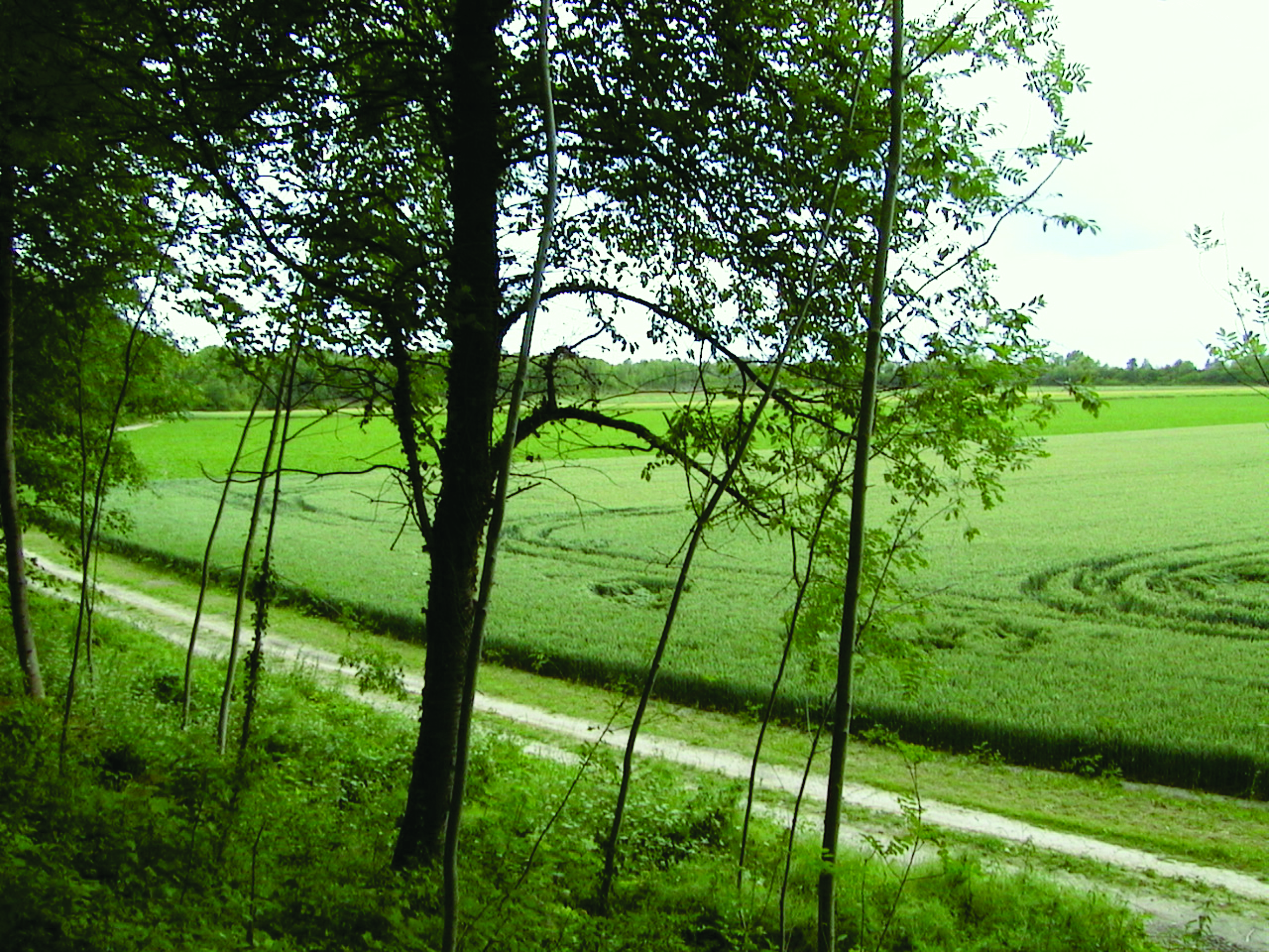
Camp d’Attila